# 2017년 1월 유럽 한파

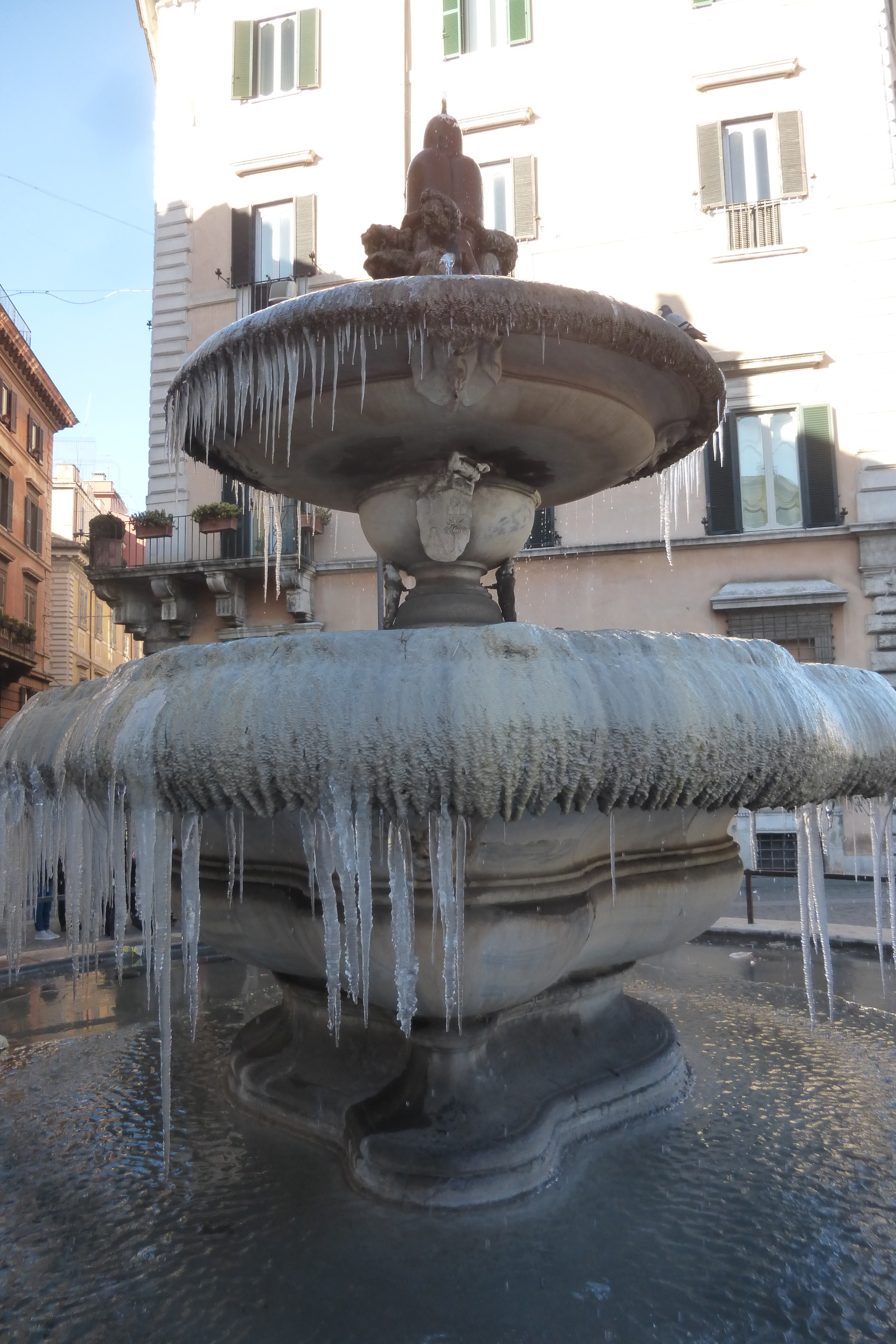
2017년 1월 한파로 얼어붙은 이탈리아 로마의 한 분수

2017년 1월 중부 유럽, 동부 유럽, 러시아 일부 지역에 기록적인 한파가 발생하였다. 한파로 인해 유럽 곳곳의 항공편과 선박편이 중단되고, 전력 공급이나 사회 기반 시설에 심각한 문제가 발생하였다.

## 피해 지역

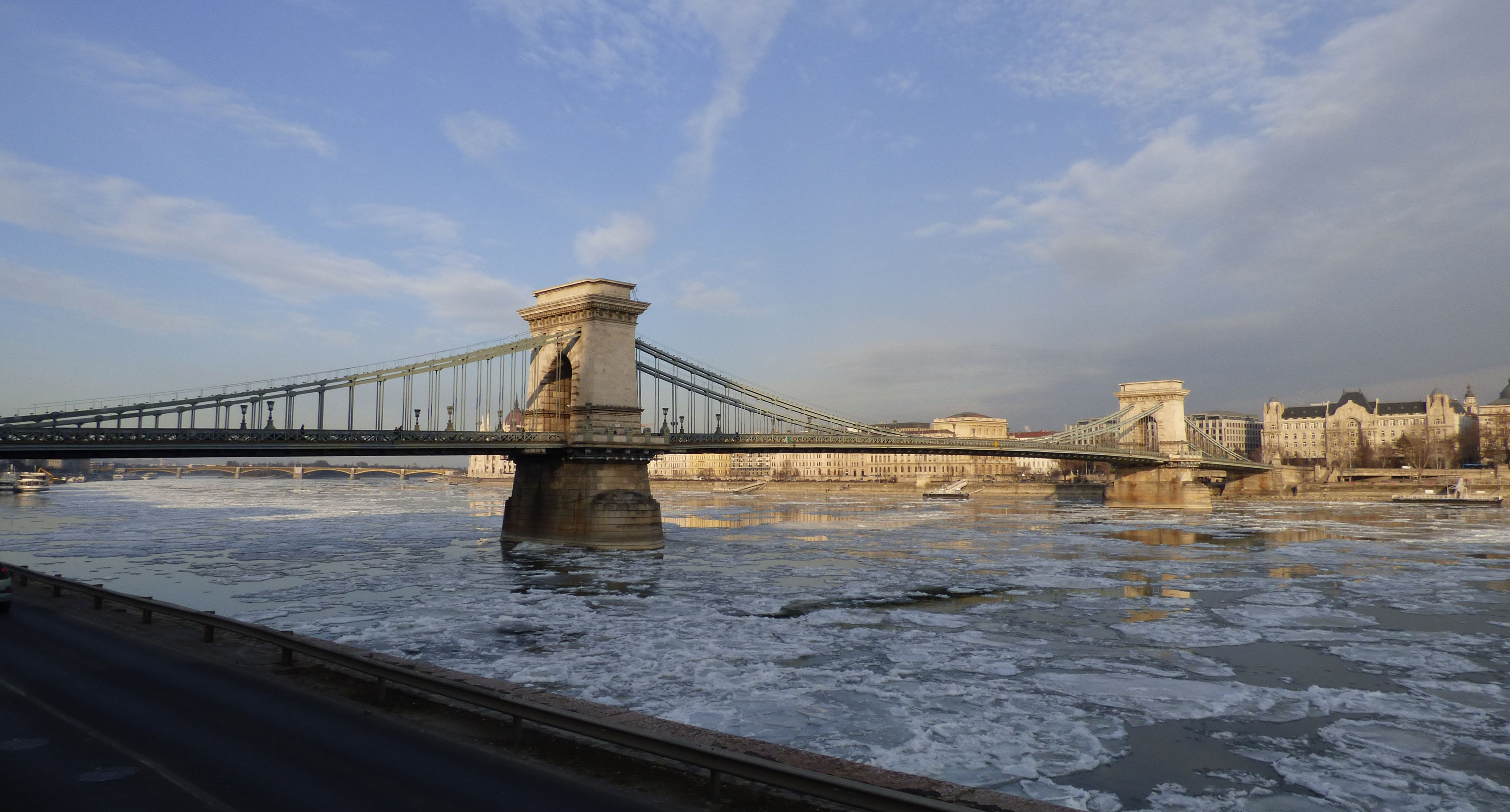
헝가리 부다페스트의 얼어붙은 도나우강

일부 지역 기온이 영하 30도까지 떨어진 독일과 이탈리아 등에서 최소 20여 명이 숨지고, 도로 곳곳이 폐쇄되었다. 폴란드에서는 영하 20도에 이르는 맹추위로 10명이 사망하였다. 러시아 일부 지역은 기온이 영하 35.9도까지 떨어지는 등 120년 만에 최악의 한파를 맞았다.

## 같이 보기
- 2017년 리고피아노 눈사태